# Veletrhy Brno
Veletrhy Brno, a. s., je obchodní společnost vlastnící architektonicky významný výstavní areál v Brně-Pisárkách, tzv. brněnské výstaviště. Zde pořádá zejména veletržní a výstavní akce. Společnost vznikla v roce 1928 a do povědomí vystavovatelů i návštěvníků se zapsala pod názvem Brněnské veletrhy a výstavy (BVV). Vlastníkem společnosti je statutární město Brno.

## Historie
Tradice brněnských veletrhů začala v roce 1928, kdy bylo Brno (symbolicky pro svou polohu na půl cesty mezi Prahou a Bratislavou) vybráno, aby hostilo Výstavu soudobé kultury v Československu. Událost měla oslavit deset let samostatného československého státu a budování výstavního areálu se účastnili nejlepší architekti a umělci tehdejší doby. Již v roce 1922 však město Brno získalo právo pořádat periodické výstavní trhy. První ročník Brněnských výstavních trhů proběhl v prostorách sokolského stadionu na Kounicově ulici. V roce 1923 již Moravský zemský výbor zakoupil pozemek tzv. Bauerovy rampy v Pisárkách a vyhlásil soutěž na urbanistické řešení nového výstaviště. Původní plán postupného budování v průběhu desítek let byl narušen novým záměrem uspořádat Výstavu soudobé kultury v Československu, takže výstavba musela být urychlena. Za její průběh a ekonomické zajištění zodpovídala Výstavní akciová společnost, v níž měly zastoupení stát, moravská země, město Brno i brněnská obchodní a živnostenská komora nebo Brněnské výstavní trhy a další subjekty. Harmonogram budování se podařilo stihnout, realizace velkolepé Výstavy soudobé kultury však firmu zatížila již od roku 1929 finanční ztrátou, a po roce 1930 se v souvislosti se světovou ekonomickou krizí finanční situace dále horšila.
V 50. letech 20. století byla na brněnském výstavišti uspořádána Výstava československého strojírenství a o něco později Mezinárodní strojírenský veletrh. Brno tak od té doby postupně získalo status veletržního města a význam výstavních akcí pořádaných na brněnském výstavišti značně přerostl národní rámec.
Od roku 2001 se společnost oficiálně přejmenovala na Veletrhy Brno, přesto nadále používá i vžitou značku BVV odvozenou z původního názvu. Majoritním akcionářem Veletrhů Brno se stala německá společnost Messe Düsseldorf, jedna z největších veletržních správ na světě. Třetinu akcií stále drželo Statutární město Brno, které se na podzim 2015 dohodlo s Messe Düsseldorf i na odkupu jejího 61% podílu. Obchod byl dokončen na konci března 2016, čímž se město stalo 95% vlastníkem Veletrhů Brno. Zbylých 5 % vlastnili minoritní akcionáři. Jejich podíly vykoupilo Brno na konci roku 2016, kdy se tak město stalo jediným vlastníkem společnosti.

## Činnost
Každoročně se pod hlavičkou Veletrhů Brno koná okolo padesáti veletržních a výstavních akcí. Nejvýznamnější z nich je Mezinárodní strojírenský veletrh, průmyslová výstava evropského formátu. Na brněnské výstaviště ročně zavítá okolo 1 milionu lidí. Konají se na něm nejen veletrhy a výstavy, ale také kulturní a sportovní akce, plesy, kongresy, politická setkání.